# 芽枝黴門
芽枝霉門（學名：Blastocladiomycota）是真菌界的一門，生存於土壤及淡水之中，且絕大部份為腐生。
芽枝霉門有一纲、一目、五科。其中的三科中，有些物種為病原體，會感染水熊蟲、水蚤、線蟲、多種水生和半水生的植物以及孑孓等生物。
芽枝霉門原本歸於壺菌門之中，但2006年對DNA序列的研究將其和其——新美鞭菌門提升為門。

## 下属分类
本门包括以下纲：
- 芽枝霉纲 Blastocladiomycetes

纲、目、科的地位未定的属：
- Retesporangicus

## 外部連結
- 醫學主題詞表（MeSH）：Blastocladiomycota